# ユリゼン

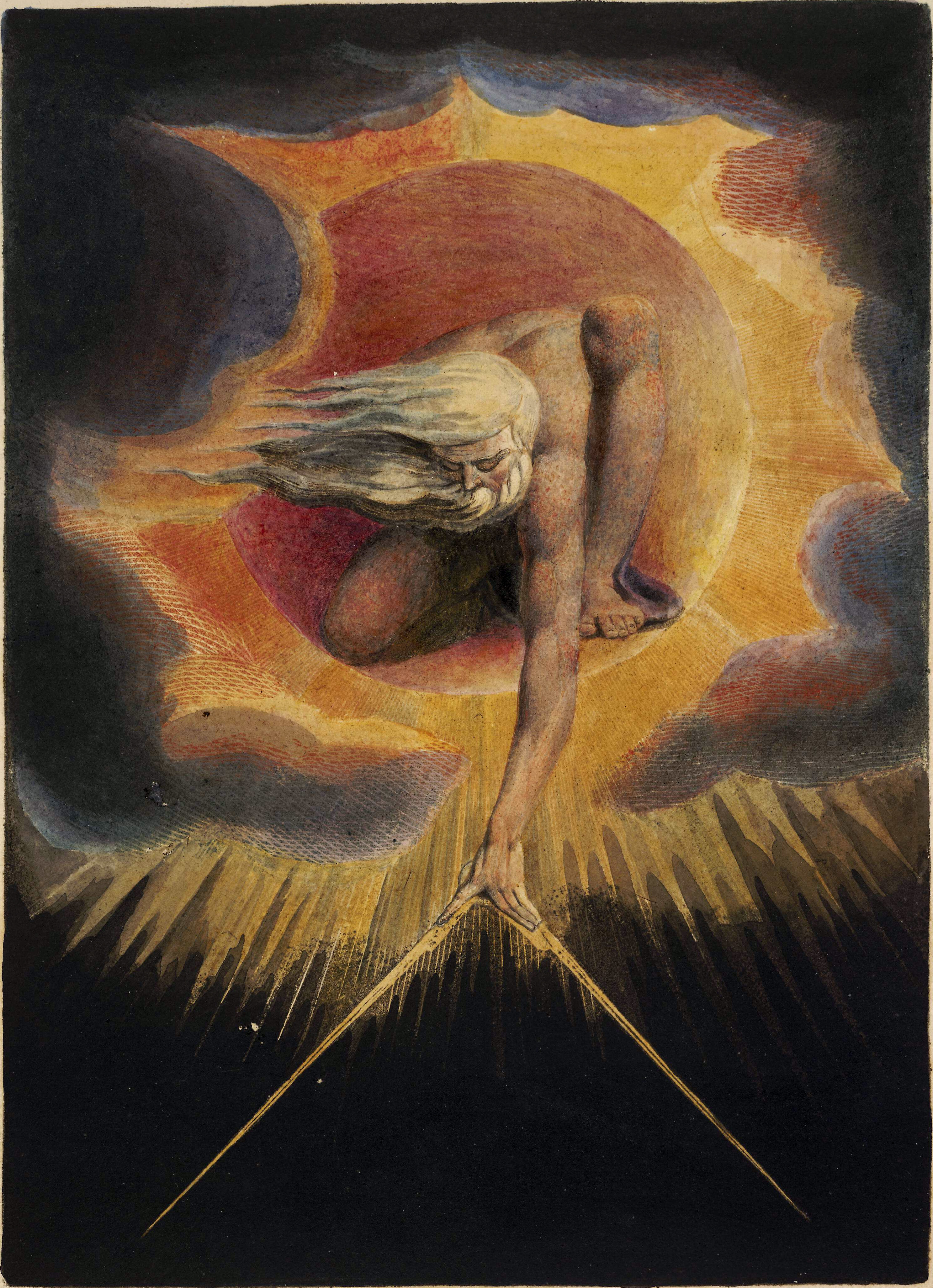
ブレイクが水彩画に描いたユリゼン

ユリゼン（Urizen）は、ウィリアム・ブレイクによる、独自の象徴体系に基づく神話の登場人物である。
四人のゾアたち（Zoas）の一人であり、理性を象徴する、南（South）のゾア（Zoa）。

## 特性
- 呼び名 - 耕夫（Plowman）
- 技 - 建築（Architecture）
- 願望 - 飢え（Hunger）
- 場所 - 天頂（Zenith）
- 方向性 - 高さ、深さ（Height & Depth）
- 金属 - 金（Gold）

エマネーション（emanation）は、快楽（Pleasure）を象徴するアハニア（Ahania）。対立物（Contrary）は、イマジネーションを象徴する北のアーソナ（Urthona）。
ユリゼン（Urizen）という名前は、「Your Reason（きみの理性）」と「horizon（地平線 / 限界）」という意味が同時に含まれ、かばん語のようなものだと考えられる。